# UDP-Glucose-4-Epimerase
UDP-Glucose-4-Epimerase (Gen: GALE), auch UDP-Galactose-4-Epimerase, ist das Enzym, das die Umlagerung von UDP-Galactose zu UDP-Glucose und umgekehrt katalysiert. Diese Reaktion ist ein Teilschritt in der Verwertung von Galactose in vielen Lebewesen. Mutationen im GALE-Gen können zum Mangel an Epimerase und dieser zu Galaktosämie Typ 3 führen.

## Katalysiertes Gleichgewicht
{\displaystyle \rightleftharpoons }  
UDP-Glucose wird zu UDP-Galactose umgelagert und umgekehrt. Als alternative Substrate werden UDP-N-Acetylglucosamin und -galactosamin akzeptiert, was jedoch für den Stoffwechsel insgesamt keine Bedeutung hat.